# Néprajzi Múzeum (Brassó)
A brassói Néprajzi Múzeum a Rezső körúton álló Szász Iparosegylet (Gewerbeverein) egykori székházában található. 1967-ben alapították, 1990-től önálló intézményként működik. Szervezetileg három külső gyűjtemény tartozik hozzá.

## Története
A gyűjtemény története a 20. század elejére nyúlik vissza. 1908-ban brassói szász gyűjtők megalapították a Barcasági Szász Múzeumot, melyben történelmi, természettudományos, és néprajzi anyagot állítottak ki. 1937-ben az ASTRA román kulturális egyesület szintén múzeumot nyitott Brassóban. 1948-ban a hatalomra kerülő kommunisták kisajátították a második világháborút átvészelt darabokat, és megalapították a megyei múzeumot.
1967-ben létrehozták a megyei múzeum néprajzi részlegét. 1979-ben a részleg a jelenleg is használt épületbe, a Gewerbeverein-házba költözött. 1990. június 11-én a néprajzi múzeum kivált a megyei múzeumból, és önálló intézménnyé alakult. Ugyanekkor került a kezelésébe az 1957-ben létesült kőhalmi és az 1970-ben létesült szecselevárosi városi néprajzi múzeum. 2009-ben megnyitották a Brassó Városi Civilizációjának Múzeuma elnevezésű részleget.
2016-ban a múzeumnak több, mint 20 000 látogatója volt, gyűjteménye több, mint 21 000 darabot, könyvtára 3500 kiadványt számlált.

## Leírása
A múzeum Brassó megye négy néprajzi tájának (Barcaság, Fogarasi-medence, Kőhalom vidéke, Törcsvár vidéke) 17–20. századi életét mutatja be. Hivatása, hogy kutassa és megőrizze a délkelet-erdélyi hagyományokat és értékeket.

### Központi épület, Brassó
A Rezső körúton álló épület földszintjén a hagyományos textilipart és a román falusi hagyományokat bemutató állandó kiállítás és változó ideiglenes kiállítások láthatók. A textilipart bemutató teremben megtekinthetőek a különböző nyersanyagok, munkafolyamatok, a szövet díszítési módjai, a szövőgép felépítése, népi szőttesek, barcasági viseletek, a Wilhelm Scherg posztógyár története, az alcinai Daniel Jasch szabóműhelye. A román hagyományokat bemutató teremben népviseletek, hímes tojások, hangszerek, videófelvételek láthatóak.
Ugyanez az épület ad otthont a brassói szépművészeti múzeumnak.

### Gheorghe Cernea néprajzi múzeum, Kőhalom
A múzeum épülete a Republicii út 191. szám alatt áll; Gheorghe Cernea (1898–1965) néprajzkutató nevét viseli, aki a román folklórt tanulmányozta, és több ezer darabból álló gyűjteménye volt. Termeiben Kőhalom néprajzi tájára jellemző kiállítás tekinthető meg: fazekasság, állattartás, földművelés, szövés. Egyik terem 20. századi román parasztház szobájaként van berendezve.

### Néprajzi múzeum, Négyfalu
A négyfalusi (szecselevárosi) múzeum a Brassói út 153. szám alatt van, egy középkori, legelőször 1543-ban említett épületben, mely jelenlegi formáját 1804-ben nyerte el. A kiállítás a hétfalusi csángók és a román mokányok életét és művészetét mutatja be. Egyik terem csángó tisztaszobaként van berendezve.

### Városi Civilizáció Múzeuma, Brassó
A múzeum 2010-ben nyílt meg a Closius-házban, Brassó főterének egyik épületében. Románia első ilyen jellegű létesítménye. Négy szinten mutatja be a város polgárainak életét a 17.–20. századok között. Az alagsorban és a földszinten a brassói kereskedelmet, a vásárokon árult portékákat, a keleti és nyugati kultúra találkozását mutatják be; az első emelet termei korabeli patricius-szobákként és műtermekként vannak berendezve. A manzárd időszaki kiállításoknak ad helyet.

## Képek

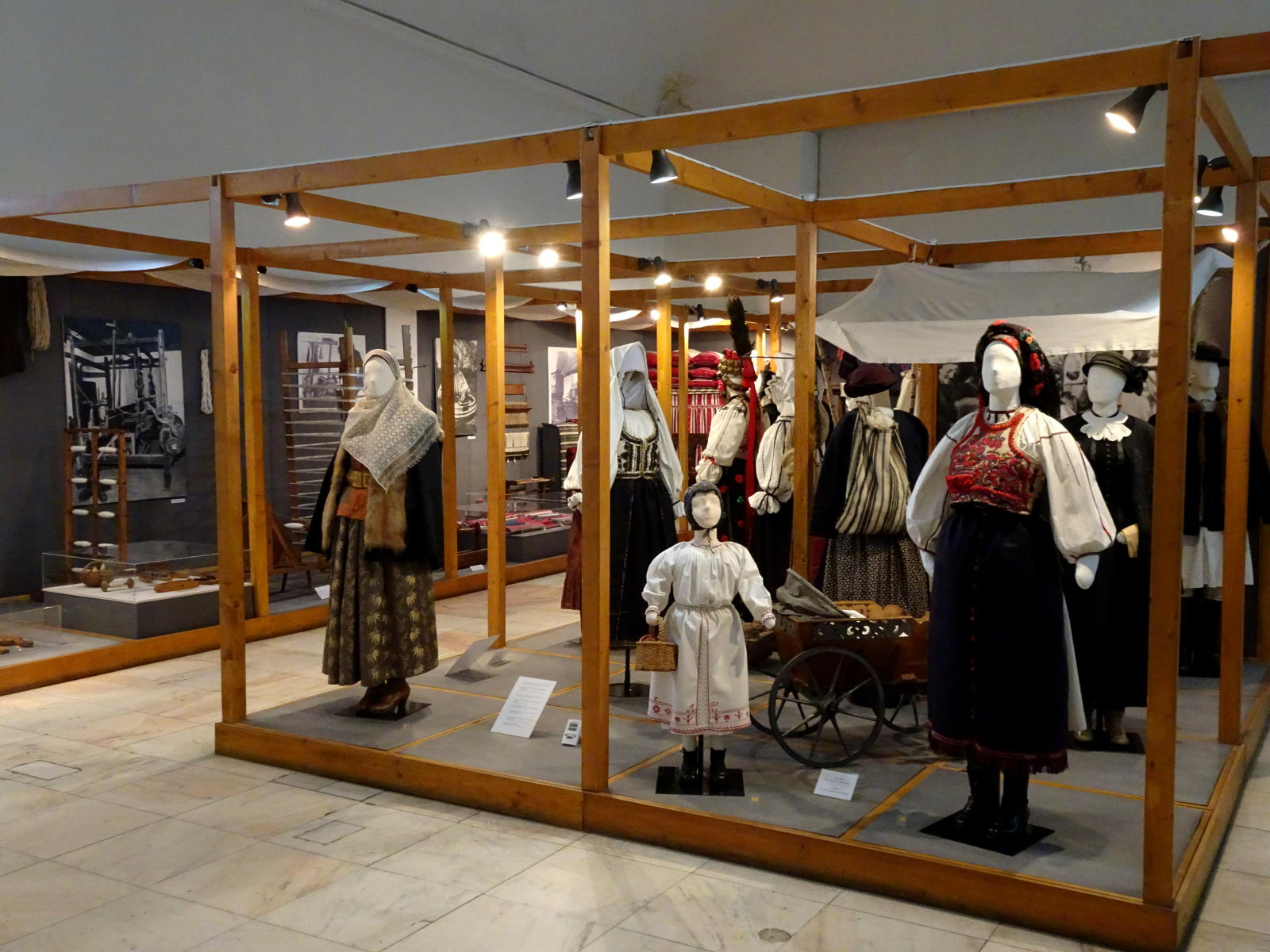
Népviselet
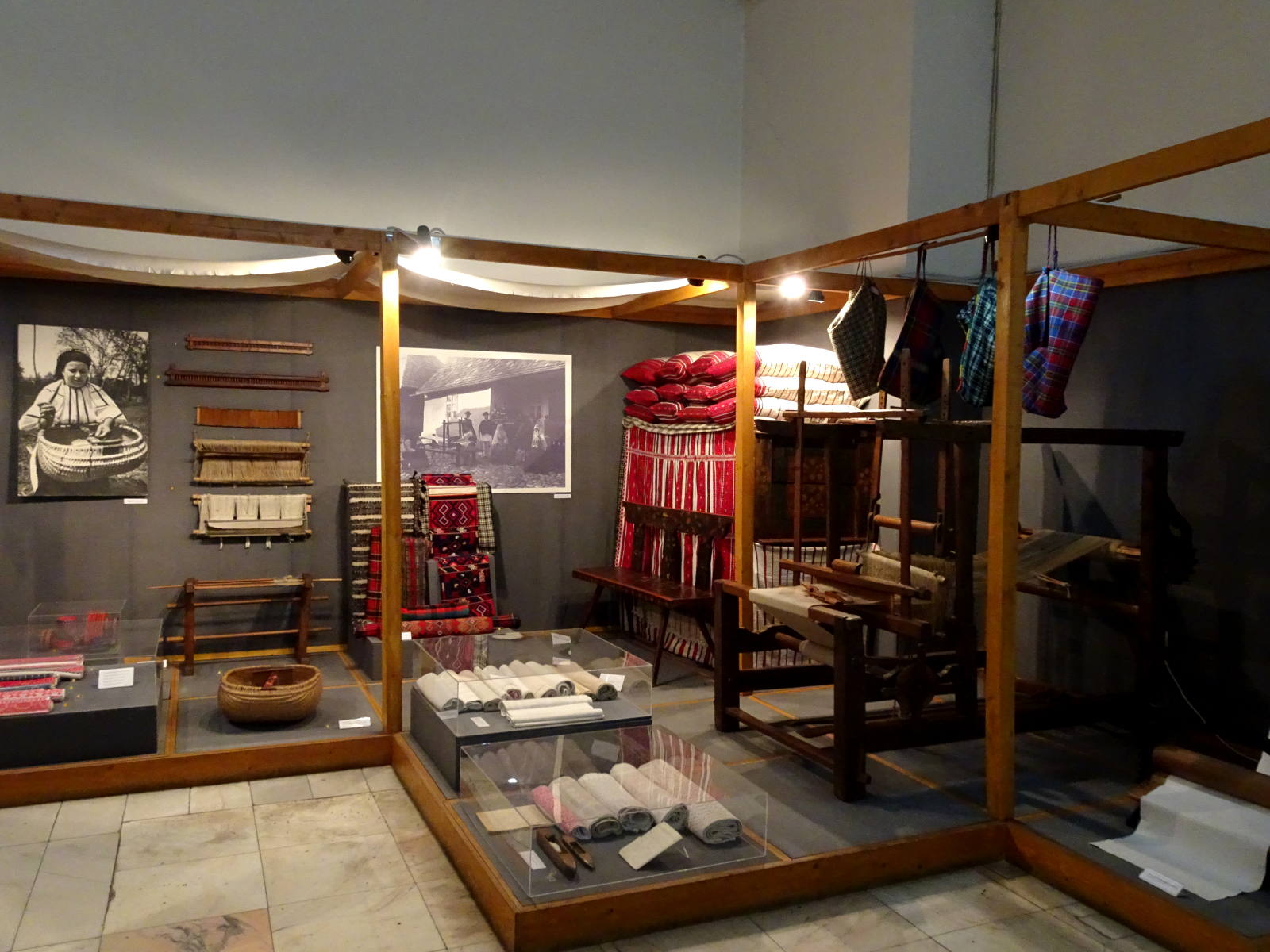
Textilipar
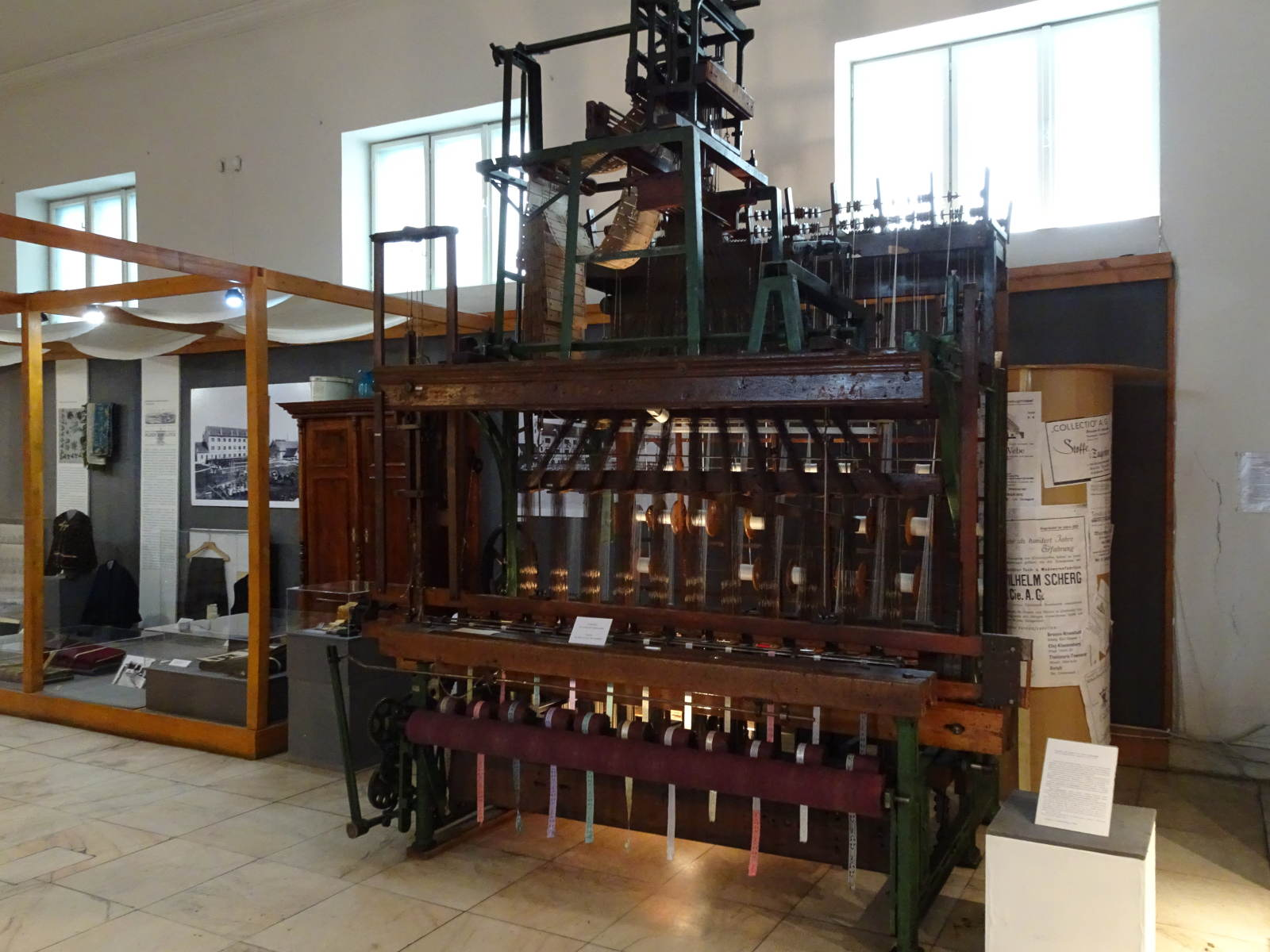
Jacquard szövőszék
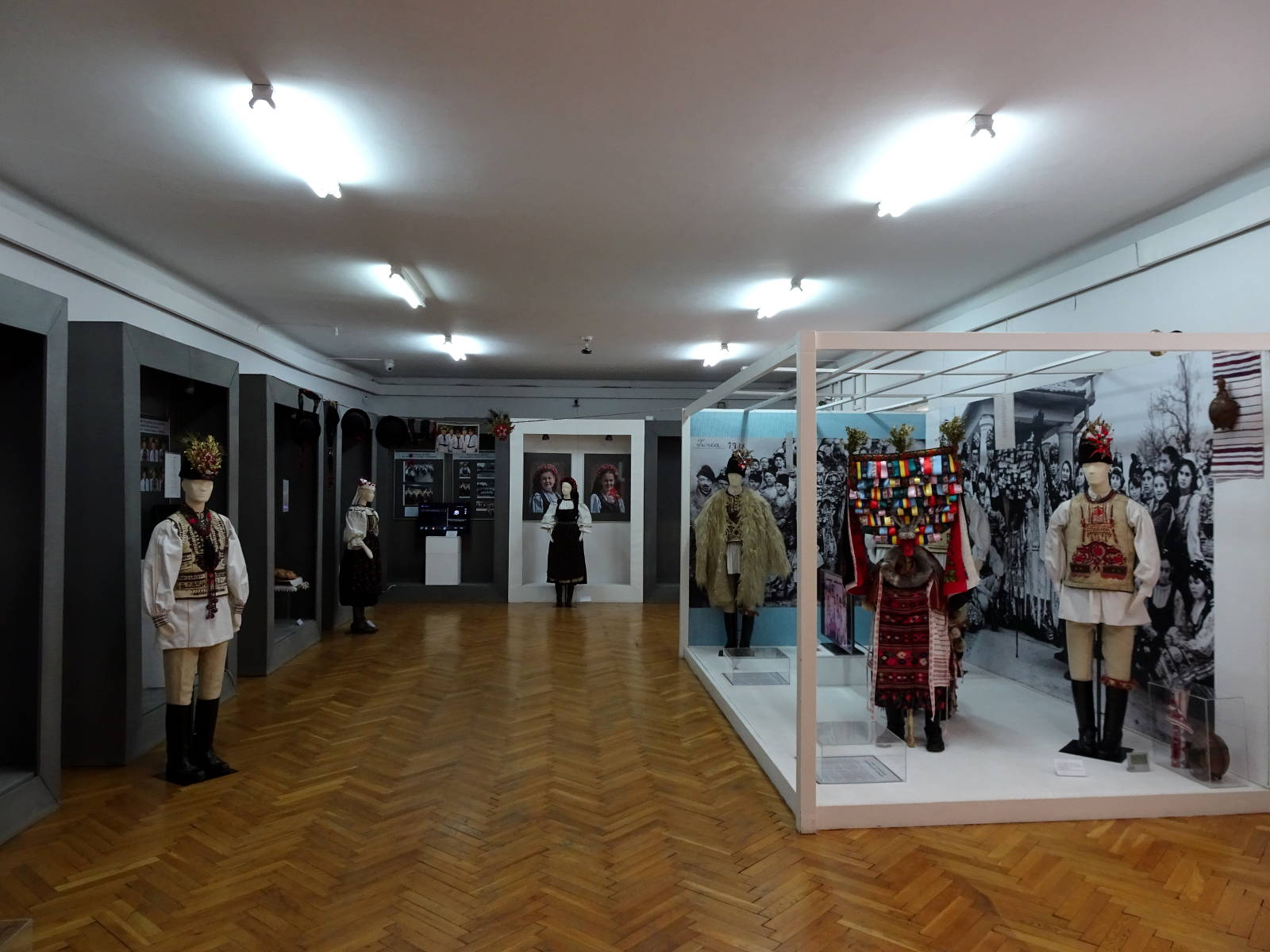
Román hagyományok
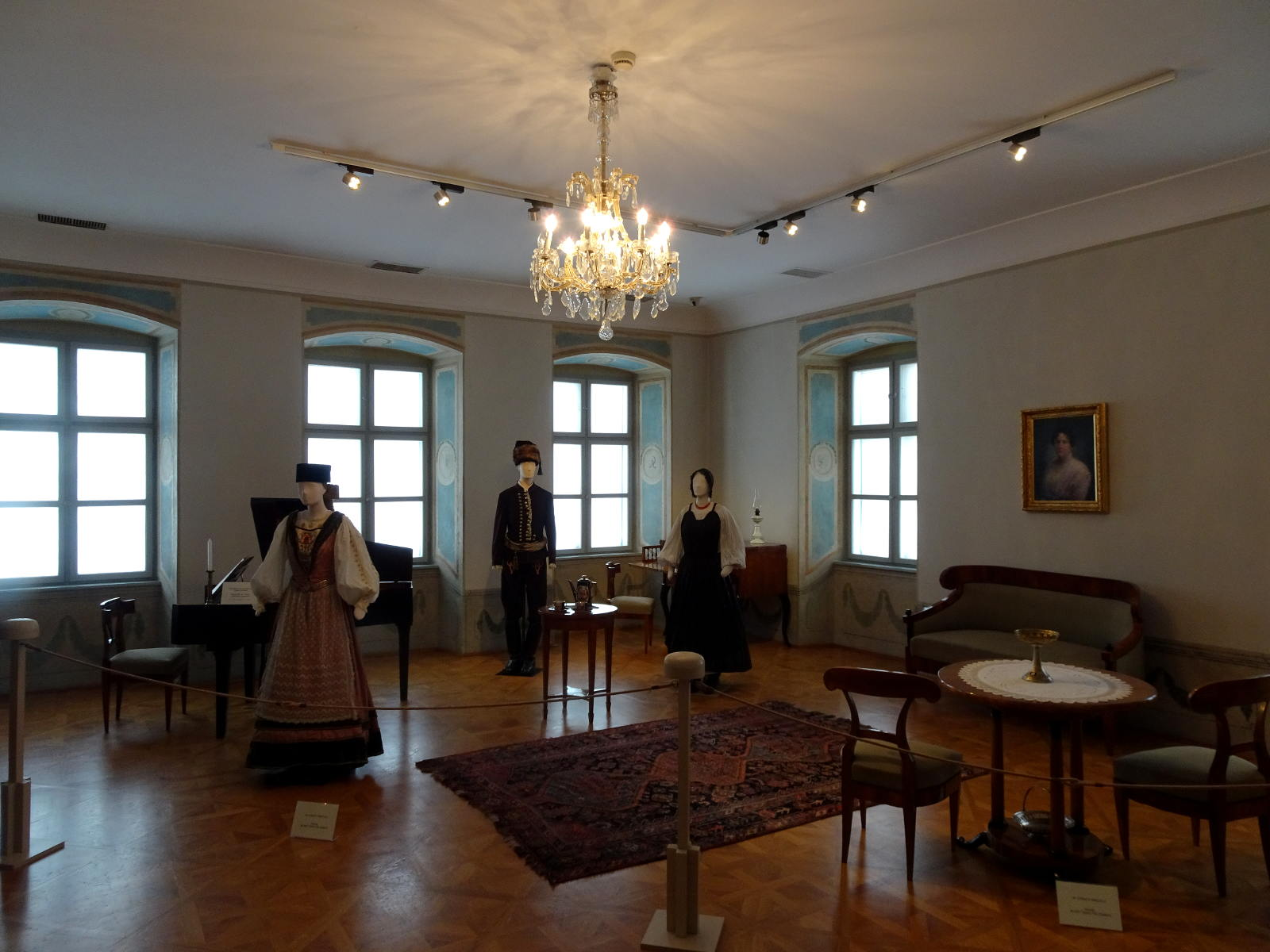
Szoba a Városi Civilizáció Múzeumában